# Morgan Schild
Morgan Schild (ur. 25 sierpnia 1997 w Rochester) – amerykańska narciarka dowolna, specjalizująca się w jeździe po muldach. Pierwsze sukcesy w karierze osiągnęła w 2014 roku, kiedy podczas mistrzostw świata juniorów w Valmalenco zdobyła srebrne medale w obu konkurencjach na muldach. W Pucharze Świata zadebiutowała 21 marca 2014 roku w La Plagne, zajmując 20. miejsce w muldach podwójnych. Tym samym już w swoim debiucie zdobyła pierwsze pucharowe punkty. Na podium zawodów tego cyklu po raz pierwszy stanęła 1 marca 2015 roku w Tazawako, wygrywając rywalizację w muldach podwójnych. W zawodach tych wyprzedziła Japonkę Satsuki Itō i swą rodaczkę Hannah Kearney. Najlepsze wyniki osiągnęła w sezonie 2014/2015, kiedy to zajęła 38. miejsce w klasyfikacji generalnej, a w klasyfikacji jazdy po muldach zajęła 12. miejsce. W 2017 roku wystartowała na mistrzostwach świata w Sierra Nevada, gdzie była trzynasta w muldach podwójnych i dziewiętnasta w jeździe po muldach.

## Osiągnięcia

### Mistrzostwa świata
| Miejsce | Dzień   | Rok  | Miejscowość   | Konkurencja      | Zwyciężczyni    |
| ------- | ------- | ---- | ------------- | ---------------- | --------------- |
| 19.     | 8 marca | 2017 | Sierra Nevada | Jazda po muldach | Britteny Cox    |
| 13.     | 9 marca | 2017 | Sierra Nevada | Muldy podwójne   | Perrine Laffont |

### Puchar Świata

#### Miejsca w klasyfikacji generalnej
- sezon 2013/2014: 217.
- sezon 2014/2015: 38.
- sezon 2016/2017: 69.
- sezon 2017/2018:

#### Miejsca na podium
1. Tazawako – 1 marca 2015 (muldy podwójne) – 1. miejsce
2. Lake Placid – 14 stycznia 2017 (jazda po muldach) – 3. miejsce
3. Deer Valley – 2 lutego 2017 (jazda po muldach) – 1. miejsce
4. Deer Valley – 10 stycznia 2018 (jazda po muldach) – 3. miejsce
5. Deer Valley – 11 stycznia 2018 (jazda po muldach) – 3. miejsce